# Запад (квартал на Кюстендил)
Вижте пояснителната страница за други значения на Запад.
„Запад“ е квартал в град Кюстендил. Кварталът е разположен в западната част на града и е основан в 20-те години на XX век от македонски бежанци под името „Бездомник“.

## Разположение и граници
Квартал „Запад“ се намира в западната част на Кюстендил. Разположен е между булевард „Сливница“ на север (река Банщица), булевард Петър Ников на запад, улица „Шейново“ на изток (Колушкото дере) и булевард „Цар Освободител“ на юг (шосето Кюстендил - Скопие). Устройственият план на квартала е одобрен с Решение № 61/26.03.2004 г. на Общинския съвет в Кюстендил.

## Обществени институции и инфраструктура
В квартала преобладава многоетажното жилищно панелно строителство (серия Бс-69-Сф). В квартала се намират Езиковата гимназия „Д-р Петър Берон“, гимназия „Неофит Рилски“, ЦДГ „1-ви юни“, квартална поликлиника, спортен комплекс, административната сграда на НЕК, СБА, както и множество търговски и промишлени (на площадката на Млечна промишленост) обекти.

## История
Кварталът възниква в първата четвърт на XX век за настаняване на голямото количество македонски бежанци в града. На извънредна сесия на 7 юни 1902 година е поставен въпросът за създаване на регулационен план за квартал за бедните в града. На 19 ноември 1913 година Общинският съвет разглежда искането на подобници, опълченци и бедни жители на града за безвъзмездно отпускне на общински места за строеж на жилища. Съветът избира шестчленна комисия, начело с Христо П. Славейков, която да проучи въпроса. Решаването на проблема обаче е прекъснато от Първата световна война.
След войната с новия огромен приток на македонски бежанци в града проблемът с жилищата за бедните в града става още по-остър. На заседание на Общинската тричленна комисия от 15 юли 1919 година се изтъква, че общината има около 800 декара земя, подходяща за целта, около Интерната, тоест около сградата на днешната Гимназия „Неофит Рилски“. На 1 август 1921 година на извънредна сесия на градския общински съвет е взето решение за раздаване на общински парцели на бездомните срещу минимално заплащане. Официално в квартал „Бездомник“ са раздадени 55 парцела, като са раздавани и в други части на града. В махалата впоследствие се установяват още заселници.